# 塔拉勒·拉希迪
塔拉勒·拉希迪（阿拉伯语：‎，1993年7月24日—），科威特男子射击运动员，2014年世界射击锦标赛男子多向飞碟团体银牌得主、2018年世界射击锦标赛男子多向飞碟团体金牌得主、2022年亚洲运动会男子多向飞碟和男子多向飞碟团体银牌得主。